# آنو توکیموتو
آنو توکیموتو (به ژاپنی: 阿野 時元 あの ときもと); تولد نامشخص – ۲۷ فوریهٔ ۱۲۱۹) در اوایل دوره کاماکورا سامورایی چهارمین پسر آنو زنجو و برادرزاده میناموتو نو یوریتومو اهل ژاپن بود. مادر او آوا نو تسوبونه نام داشت.